# 自贡话民俗特色词汇列表
自贡话民俗特色词汇列表，列舉自贡话常見的民俗特色词汇。

## 民俗特色词汇列表
- 垫背：本指装硷死人时在其背上垫塞一些东西，后指代人受过。如自贡口语:未必这起事还要喊我去跟你~啊!
- 炒回锅肉：本指川菜的一种做法，后指事情因做得不令人十分满意或不成功而重做。如自贡口语:要做事就一下做好，我不想~哈。
- 盖面菜：本指请客时摆放在菜面上的质量较好的、做工精美的菜肴。现在引申指漂亮、出色的人、事物或事情。如自贡口语:小张就是单位上的~了，咋可能放他走呢?
- 闪火：本指烧火做饭菜时中途火势突然减弱，影响了饭菜的质量，延长了煮饭的时间，导致饭做成夹生的。后比喻做事中途松劲，从而影响到了整件事情的进度和质量。如自贡口语:这个事是张院长交代的，不准~哈。
- 端甄子：本指端走盛米饭用的颤子。后指被雇主开除、失业或指霸占别人的妻子。如自贡口语:张五儿遭~了，这下看一家人咋子生活哦。
- 敲沙罐儿：本指在病人去世后，家人在出殡之时敲破用于熬药的沙罐，意指家人不再有病魔相缠。后引申指被枪毙。如自贡口语:听说前几天逮到的那几个贼全部都~了啊?
- 卡找腰：本指盐业工人把围在下体的一块遮羞布(找一腰裤儿)随意地挽在腰间的一个动作。后引申为指责某人行事不干脆，行为的结果令人很不满意，尤其在别人有求于他的时候所表现出来的一种推诱、傲慢的神态。如自贡口语:“嫑消去找他，张五儿这个人，~，头回老子喊他借五百块钱他都不干。”
- 过场：本义为川戏中的一个戏剧术语，是传统戏剧舞台艺术的一种调度方法，指用虚拟动作来表示表演中由于受舞台限制而无法展示的诸如长途跋涉、逃亡、追逐等表演行为。现在引申指民间的那些虚套故事、敷衍场面的行为，进而引申指耍花招、玩花样的行为。如自贡口语:他的这些过场我都晓得，看他搞得出个啥子嘛。
- 开黄腔：本义指川剧艺人演唱时走调离谱。后引申指某人说外行话。如自贡口语:不懂就不要开黄腔，谨防别个笑你哈。
- 板眼儿：本义指川剧演出中表演传统唱曲时，以鼓板按节拍击板。强拍击板称为“板”，弱拍以敲鼓或用手指按拍称为“眼”，合称“板眼”。现在在自贡方言中借指主意、名堂、花招。如自贡口语:跟他一起打牌小心点，他的一多得很。
- 狗儿：自贡方言中在面称小孩的时候，喜欢用“一狗儿”的说法，如像:“来尿狗儿”“屙屎狗儿”“哭兮狗儿”“好吃狗儿”“撵路狗儿”等等。这个词语来源于流传在自贡民间的旧俗，自贡旧俗认为狗有九条命，且贫贱易养，故给小孩名字后加“狗儿”取其长寿、不易夭折之意。
- 跋（右为”反“字，读作ban上声）：身体剧烈扭动:不要紧倒在床上~，谨防整感冒。
- 跋澡儿：游泳。
- 跋籽：鱼在水中跳跃着产卵。
- 八金刚：长得瘦弱但是精力旺盛的小孩:看他那个~样儿哦，一天到黑还蹦得哦。
- 巴：①粘贴:把这个广告~在墙上，~好哈;②(小孩子)依恋、喜欢(老人):三儿~娘娘(祖母)得很。
- 巴适：合适、满意:说整~就整~，我们这些人说话是算话的。
- 粑粑儿：主要指饼状的糖果，一般也用作糖果类的统称。
- 把把(ba去声)：①花、叶或果实的柄;②物体可供握拿的柄:瓢儿~、锄头~。
- 白卡卡：(脸色)苍白的样子:你不好啊?咋子脸上~的。
- 白盐白味：形容菜肴中没有味道:做的啥子菜哦，~的，点都不好吃。
- 摆龙门阵：聊天，拉家常。
- 板油：成板状的大块的边油(参见“边油”)。
- 包包白：卷心菜。
- 苞谷：玉米。
- 苞谷花儿：用炒、爆的方式制成的玉米花儿，也就是爆米花儿(pop corn)。
- 宝肋肉：猪肋骨和脊柱连接处的肉。
- 抱：孵化:这一窝就抱出来十几个鸡儿。
- 抱鸡婆：处于孵化期的母鸡。
- 爆鲹子：骂人语，指某人是多出来的。
- 爆蔫子：年龄在中年到老年之间的男女，多呈现出苍老状:~老者儿、~老妈儿。
- 背：老年人听力不好:你们家公上点岁数耳朵~得很。
- 背蔸：背在背上运送东西的竟，多用竹蔑编成。
- 背怀：怀孕一段时间后仍看不到明显的大肚子的现象:张三儿那个婆娘就是~，七个多月了看倒都还不显。
- 背脊骨：脊柱。
- 背时：倒霉，不走运。
- 背书：因做错事而向长辈、领导解释:糟了，这下又要去书记那里~了。
- 崩崩儿：用大拇指和中指弹别人头部，以示惩罚:来打百分儿，输了的遭弹~哈。
- 鼻脓口水：满脸鼻涕、口水的样子，也说“鼻脓鼻搭”:看倒他那个~的样子都够了。
- 鼻子：①鼻;②鼻涕:你把~揩了嘛，看起好烦(脏)哦。
- 鼻子𡎺（zhu4）：①鼻塞;②行为怪异，违反常规:这个人~得很，大热天的他要穿个呢子裤儿。
- 比舞：(儿童)跳舞:你看人家二妹好会~。
- 边花儿：瞎了一只眼的动物，有时也可用来指人。如:这只狗是个~; 张五儿是个~得嘛，怪说结不到婆娘。
- 边油：猪腹内两大块厚硬的脂肪层，可以炸油食用。
- 骉（biao阴平）：①液体急速射出:龙头一开，水一下就~了好远;②急速奔跑:现在新的电动洋马儿才~得快哦。
- 表包儿：旧时裤子上专门用来装手表的小口袋。
- 波丝网：蜘蛛网。
- 薄飞飞儿：非常薄:就穿~的一层层儿衣服，看整凉倒哦。
- 飞飞儿：纸片，单子。把那张飞飞儿给我。
- 簸盖儿：竹蔑编成的平底浅边圆形农用器具，多用来簸粮食或晒少量的粮食。
- 不好：生病，因犯民间忌讳而改称:你是不是~哦，看你的脸色嘟弄。
- 不警觉（bu4 jing3 go4）：不留神:一上午过得好快哦，~都十一点了。
- 不听劝：做错事没道理还不听别人的劝告。
- 不照闲：不负责，不管事:不管出好大的事，你们老汉儿都喝他的烧酒，点都不得照闲的。
- 嫑消：不用，无须:~说这些话，伤人得很。
- 耙：软:肉都还没煮~，再等哈儿嘛。
- 搒(pang4)：动，碰:只准看，不准~哈。
- 拌（pan1）：摔:他气得把碗都~到地上去了。
- 亮澡儿：游泳。
- 耙和：①柔软:烧白蒸~了的，你吃得(可以吃);②软弱:硬看倒我~嗦，都来马倒我。
- 耙耙和和：柔软:~的好吃得很。也说“把和”。
- 否（pie4）火药：形容人某方面技术差:他是个~，还不如我懂。
- 跑马：遗精。
- 跑滩儿：在社会上打零工:他十几岁就开始出去~。
- 泡儿：草蓦类植物的果实，在自贡郊外常见，可食用:桑~、刺~。
- 陪男：婚礼过程中陪伴新郎举行一些仪式的青年男子。
- 培整(pei1 zhen3)：收拾，打扮:快去把头发~下，你这个样子咋子出门哦。
- 披披毛儿：妇女和儿童垂在前额的整齐的短发，刘海:么妹的~留起
- 皮口嘴歪：形容为某事很操劳，相当于“筋疲力尽”:这回这个事才是把我整得~的了。
- 皮子咤痒：指责某人行为不当，想要受惩罚。
- 瓢瓜儿：小勺子。
- 平涵时候：平时:~跟你说你不听，这下晓得恼火了啊。
- 平阳大坝：平原:走出资阳嘛看倒就尽是~了。
- 凭（pen1）:倚靠:太累了，~在墙上都差点睡着了。
- 凭凭儿：椅子、沙发等供人背部倚靠的部分。
- 凭凭儿椅：普通的有靠背的椅子，带小称语义。
- 泼烦：非常厌烦，令人讨厌:你咋子那么~哦，我硬是见不得你。（注：“那么”音变读作“lam阴平”）
- 婆婆妈：丈夫的妈妈，多用于背称。
- 扑爬：(身体向前)摔倒:出门就雕~。
- 扑爬跟斗儿：与“扑爬礼拜”同。
- 扑爬礼拜：形容快速奔走跌跌撞撞的样子:老板儿前脚一走，他就~地撵起去了。
- 麻麻鲜鲜：①不清楚、不清晰:你看这张纸上~的，写些啥子哦;②事情没弄清楚、混乱:咋子回事呢?账上~的，拿话来说哦。
- 麻糖：用玉米和红薯熬制的糖，是原来自贡大街小巷常见的甜食小吃之一，口语中也念作“麻汤”。
- 马倒：欺负:你咋子昼时都~么妹儿呢。
- 马屎疙瘩儿：蛙或蟾蛛的幼虫。
- 蚂蚂灯儿：①蜻蜓;②小女孩头上扎的小辫子。
- 慢慢站站：不急不慢:我们又不赶时间，~地走。也说“慢障”。
- 猫二飒：脾气火爆:李大爷脾气怪得很，我们都喊他李~。
- 猫儿：对妓女的称呼。“嫖娼”称作“逮猫儿”。
- 猫儿刀：斧头。此词因在自贡方言中谐音“虎”，犯民间忌讳而改称。已不常用。
- 毛狗：狐狸(民间因犯忌讳而改称)。
- 毛焦火辣：急躁、烦躁:闲今(本来)他都~的了，你还惹他杂子嘛?
- 毛毛雨：牛毛细雨。
- 卯：当事双方互相之间因矛盾而互相不往来:张三儿跟我们屋头是~的，你跟他说啥子这些事嘛。
- 卯窍儿：①窍门:找到~就好做了，不熟悉是做起恼火;②猫腻，不正当的关系:他们两个肯定有~，一天到黑都裹在一起。
- 冒皮皮：吹嘘:他那个人一天到黑只晓得~。
- 煤炭灰儿：煤炭燃烧后剩下的余渣，往往有许多未充分燃烧的成分。
- 妹弟：妹夫。
- 闷墩儿：沉默寡言的人，傻乎乎的人。
- 梦虫：①水中的寄生虫，专门用来喂金鱼的:该去搂点~来喂鱼了哦;②不晓事的年轻人:嘟大的人了，还像个~样。
- 咪咪儿小：形容很小的样子:啥子花生哦，~的，点都不好拈。
- 绵革革：食物韧性大，不易咀嚼:啥子牛肉哦，~的，嚼都嚼不烂。
- 棉扯扯：同“棉革革”。
- 械：用力把柑子~成两半，我们各人一半。
- 明侃：明说:月亮坝儿头舞大刀——明砍(侃)。
- 摸哥儿：专指从别人身上偷窃财物的小偷，即“扒手”
- 摸屄摸胯：形容人动作缓慢，做事效率不高。这是一种比较粗俗的说法:你在咋子嘛，~的，搞半天都没整煞角。
- 摸梭：做事拖沓缓慢:做点事情咋子那么~哦，几下整好就对了嘛。
- 摸糖耙耙儿：顾客付酬后从糖画艺人特制的布口袋里摸取写有数字的木牌，艺人根据木牌上的数字,决定顾客糖饼的数量。糖画，曾经是自贡街头巷尾常见的甜食小吃之一。
- 大声武气：形容人说话声音很大:你~的在那吼啥子，还生怕别个不晓得啊?
- 大天武亮：形容天亮很久的样子:都~的了，杂子还在睡呐?
- 大嘴老鹊：比喻贪吃、贪心的人:像个~样一口就刁呀。
- 逮猫儿：①同“藏藏猫儿”，一种小孩之间的游戏，普通话叫做“捉迷藏”;②也喻指缥妓。
- 泹（dan3）：将新鲜蔬菜在沸水中烫一下捞起的过程:冬觅菜还是~下凉拌来吃好吃。
- 泹水：做豆花等用的卤水。
- 倒床：因重病而卧床不起:张老者儿~都两个月了，是说好久都没看倒他了。
- 倒欠：甲根周围脱开的细长的皮。
- 到转：反而:本来说来帮忙，~来惹了仲（这么）大的麻烦。
- 抵倒：不间断地:~落呀十几天的雨。
- 地瓜儿：①豆薯的块根，可食用;②一种野生的藤本植物的块茎，春天生长，有甜味，也就是下江人说的“荸荠”和四川人说的“糍瓜”。曾经是自贡街头巷尾常见叫卖的水果。
- 地马儿：老鼠。此词因自贡民俗中忌讳说“鼠”(谐音“输”）而改称。
- 地钻钻儿（di4 zuan4 zuer4）：①老鼠;②指个子矮、体型胖的人，也叫“地滚滚儿”:她好矮哟，像个~样;③一种点燃引线后就边冒出焰火边转的花炮，在自贡过年时常见小孩子放这种火炮。
- 颠东：形容人上了年纪，颠三倒四，头脑不清楚:我看你硬是老~了哦，咋子拿揩脚帕来洗脸哦。
- 点水雀儿：一种小鸟，因其尾巴常在水面上点击而得名。
- 吊甩甩：形容人不正经、吊J七郎当的样子:一天到黑一的，像啥子样子嘛。
- 丁点儿嘎嘎：形容东西非常少:~的，够哪个吃哦?
- 冬瓜儿：憨头憨脑、傻乎乎的人:像个~样，一天到黑到处耍儿，啥子事都不做。
- 冻疤儿：冻疮。
- 豆油：酱油。
- 打单身：没有找到对象，一个人生活:他是咋子回事呢?嘟大的岁数了还在~。
- 打弹子：小孩游戏，用玻璃球互相撞击以比赛输赢。
- 打得粗：不讲究生活上的好坏:我是~的哦，啥子都吃得下去。
- 打吊针：输液。
- 打调（da3 tiao3)：掉头:该~了，天都要黑了，看回不倒屋。
- 打发：①嫁:老李的么女儿~了没有?②过年时长辈给小孩子红包。
- 打搞子脚：因酒醉或过于疲惫而走路困难，偏偏倒倒地向前跌倒:少喝点，等下儿~没得人牵你得的哈。
- 打卦婆儿：话多的人。源于算卦的人在打卦时嘴里总是不停地念叨咒语。
- 打脚：鞋太小，夹住脚，使脚发痛。
- 打踌踌脚儿：单脚跳。
- 打空手：不带礼物:我~咋好来嘛。
- 打烂账：在外面流浪，生活没有着落:她，仲大的人了还在外头~啊?看你二天咋个办哦!
- 打马马肩儿：(小孩)岔开双腿骑在大人的脖子上。也叫“㧯马马颠儿”。
- 打平伙：大家凑钱吃喝,AA制(going Dutch):走，~，整点好吃的。
- 打噗鼾： 打呼噜。
- 打圈：猪发情。
- 打甩手：空着手走路:你~还走了仲久啊。
- 打汤：制作汤菜:等下儿我跟你打个酸辣汤好下饭。
- 打趟子：来回一趟一趟地跑:你紧倒到我这里来~有个屁用。
- 打兔儿：对酒醉后呕吐的戏谑说法:他酒量是不大，上回才喝半斤就~了。
- 打一头：匆忙来一趟马上就走:你忙吗来~也对嘛。
- 打饮食：帮助消化。
- 大晦晦的：形容不注意细节，做事比较随意的人:他那个人就是仲个样子的，一天到黑~的，啥子都不管。
- 摩登儿红：一种红色的化妆品，涂在两颊或嘴唇上，旧时多为时髦女郎所使用，故名modern red，即是浓妆艳抹时的腮红和口红。
- 磨皮擦痒：不耐烦:你好好地坐倒嘛!在那里~干啥子?
- 末末：孙子的孙子，不分男女都这样称呼。
- 莫奈何儿：木制的捣碎花椒、胡椒的臼状用具，柞限制在臼内，取不出来，因此而得名。
- 墨墨：粉笔。
- 墨蚊儿：一种很小的黑色或褐色的小虫，专吸人畜的血。自贡夏天炎热潮湿，常见这种小飞虫，人被吸血后会奇痒无比。
- 默：心中估量、计算:你帮我~下全套家具做下来要好多钱。
- 默倒：以为、认为(多为错误的估计):你~这个活路松活哦，你来告哈口内。
- 母猪疯：癫痫病的一种，因病发时，病人发出类似母猪叫的声音而得名。
- 木爪爪儿：木偶:我们都是~，不能说来不能动。（自贡的一种儿童游戏语言，说完该话后即不能动，谁坚持到最后便赢得游戏胜利。）
- 发物：能诱发旧病的食物:芫要是~哈，你是吃不得的哦。
- 翻船：做坏事的人最终被揭发，事情被公布:听倒说市委书记都~了啊。
- 烦：脏:桌儿高头啷~，抹下再摆碗。
- 烦唣唣：形容很脏的样子:看你的手哦，~的看起好恼火哦。
- 房圈儿：卧室:没得事了我就回~头睡磕睡了哈。旧时用法，已不常用。
- 放𪐀（nia1）：撒娇:啷大的娃儿了还在~。
- 放敞：没人管理，处于无序状态:不要老汉儿一走你就~了哈!
- 放踹：撒泼:清早八晨的跑到这来~嘛，看老子整你哈。
- 逗话：套话:你嫑想逗我的话哈，我嘴巴儿点都不漏风的。
- 逗猫儿惹草：引逗这个，招惹那个:一天到黑~的嘛，看遭取起哈。这里，“逗”字是阳去声调，口语中变读为阴平。
- 堆头：人或物的体积:你看他好大的~嘛，哪个敢惹哦!
- 对时：一个时辰，一般为两个小时。
- 墩笃（den1 du4)：身材健壮、结实，形容某人长得非常具有型男体格:甘家的娃儿伙个个都长得那么~。
- 顿头：吃饭的时候:~上吃饱，平时少吃点香香，体子就长好了。
- 躲懒：偷懒:她，尽都在做事，你在这里~啊。
- 躲煞：迷信的人认为，人死后七天之内，阴间的鬼神要带领死者的魂魄回到原住宅辞家，其他人回避的过程叫“~”。
- 锭子：拳头。又叫“锭把儿”。
- 瞧（qio3）：互相观望等待:两口子做家务，有啥子~头嘛。
- 叨：骂:你不要紧倒~嘛，我晓得错了。
- 调把椅子坐：换位思考:~，你还不是一样的要仲个样子做。
- 踏谑：贬低、挖苦:不要去~别个，个人做好个人的事就是了。
- 提劲打靶：虚张声势，说大话，硬充好汉:少在那~的，有没得能力一做事就晓得。
- 提尿：给小孩子把尿。
- 髈(pang3)：猪肘子，即猪腿的最上部的部位:今朝晚上吃炖~嘎。
- 体子：身体。
- 天妖：一种昆虫，身体呈卵圆形，绿色、黄色或棕色，腹部大。专门吸食植物的汁液，是农业害虫。
- 天棒糙儿：胆大妄为的人:张五儿是个~，嫑去惹。
- 天狗吃月亮：月蚀。
- 舔屁儿：巴结讨好:张三那个人，就晓得舔头头儿的屁儿，啥子都不会做。
- 挑身：故意:我是~说给他听的。
- 飞叉叉：形容人行动冒失，不稳重:将才我看倒他~地跑过去了，是不是前头出啥子事了?
- 飞飞儿：收据、单据、发票、纸条等:把那张~递跟我一下。
- 飞蚂蚁儿：一种有翅膀能飞的蚂蚁。
- 肥水疙瘩儿：夏季暴雨过后的大晴天，人赤脚踏入施过农家肥的旱地中，脚上会出现红肿疙瘩，奇痒难忍，这种疙瘩就称为~。
- 费头子：调皮捣蛋的补孩。
- 风虱（fong1 se4）：头皮屑。
- 逢生：到别人家去碰上生小孩，据民间传说生出的小孩性格人品会似这个来的人:你是哪个逢的生哦，哪馋。
- 讽鼻子（fong3 bi4 zi3)：往鼻子里吸鼻涕并发出响声。引申义：形容某人行为怪诞可笑，既可以称为“𡎺鼻子”，也可以称为“讽鼻子”，或者说这个人“讽头势戏”的。
- 数炭儿：一般木柴烧成的炭，质地疏松，易燃，可用于引火:去跟我抓把~来发火。
- 敷口：感谢:三攘，~你经佑我们娘娘哈。旧时老派用法，已不常用。
- 敷汤药：赔偿受伤者的医药费。
- 服药：所用药物有效:他就服陈老师的药，啥子病捡副药吃了就好了。（注：在自贡话口语中，习惯把年长的，有知识和技能的人称为“老师”，与其他方言中称“师傅”相似。）
- 𢭃：①拼合:这个床才做得好，一颗钉子都没用，完全是~起来的;②凑(聚集):这些是我们一起~的钱，也不多，你收倒。
- 咚：将物体浸入液体中后立即取出:你的手就在水头~下就洗干净了呀?
- 搭口话：并非出于真心的邀请，只是碍于情面而随口说出的话:别个说的~，你还真的要去哟。
- 打摆子：患痢疾，该词源于该病发作时忽冷忽热，全身发抖。
- 打标枪：腹泻的谐称。
- 打蹿蹿：向前跌撞、身子欲摔倒的动作:他是不是不好哦?咋子走路接势~呐。
- 墱墱儿（den3 der3）：鞋后跟，小台阶，小坎。
- 挑挑儿：多指男子眼睑上长的小凸起物，俗传是因为看了女阴后所长。
- 桶桶鞋：雨靴。
- 偷奸耍滑：办事不认真，耍滑头:他做事一直~的，没得哪个想跟他一帮。
- 偷油婆：嶂螂。
- 徒弟娃儿：徒弟，多用于背称。
- 土蛄儿：蝼蛄，因其常在泥土中打洞而得名。
- 团转四邻（也作“四邻团转”）：家四周的邻居:你去~打听哈，看有没得哪个说我不对的。
- 推屎爬儿：蜕螂，因其常推着粪球爬行而得名。
- 褛(lou2)：①脏、乱:屋头都~成这个样子了，还是收拾一下嘛;②寒酸、简陋:他屋头条件又不弄，咋子穿得那么~哦。
- 㧯：扛，拿:不要~起半截就开跑，把话听完。
- 摊肩膀：不敢于负责任，遇事就逃避的人:他是个~，遇倒事就要梭的。
- 澜尿：尿床:说别个，你还不是多大了还在~。
- 澜尿狗儿：爱尿床的小孩。
- 赖抱：母鸡老处于孵卵的状态，不下蛋。
- 癫疙宝：蟾蜍。
- 癫疙疙：表明不平整、疙里疙瘩的样子:爱惜点嘛，这个桌子才买几天哦，就整得~的了。
- 懒心无肠：灰心丧气，漫不经心:我现在每天都~的，啥子事都不想做。
- 娘巴儿：身材瘦小，体质差的人:你咋子长成那个~样子哦?
- 娘筋筋，瘦壳壳'：形容很瘦弱的样子:~，一天要吃几大钵。
- 瑯框（lang2 kuang3）：形容衣服太大，不合身，即北京话说的“肋脦”:他穿的那件衣服太~了，不好看。
- 捞捞儿：纳为自己的东西，既可指吃下的食物，也可用来指收入的东西:一天就吃了哪多点儿东西，肚皮头点~都没得;仲个子干活路，到过年害怕点~都没得哦。也叫“捞事”。
- 痨肠剐肚(lao2 chang2 gua3 du4)：饮食太差，没有油、肉等，使人身体受不了:天天吃毛毛菜，点油水都没得，~的好恼火哦。
- 痨药(lao4 yo4))：毒药。
- 老爸子(lao3 ba3 zi3)：①父亲，也可指称岳父:回云跟你们~说，喊他来吃烧酒;②对老年男性的称呼，带有尊敬的意味，多用于面称:~，请问新桥咋子走?
- 老辈子：对直系亲属之外的辈份较高或年长的人的尊称。
- 老表儿弟兄：表兄弟之间的关系:~的，不说这些哈。
- 老打老实：老实:你~地跟我说，到底做没有?
- 老家：外曾祖父，外曾祖母。
- 老辣：老练:你们哥出去跑了那么多年，现在做事~得很哦。
- 老妈儿：对老年女性的称呼，略含贬义，多用于背称，相当于北京话中的“老太婆”。
- 老母亲：对母亲的尊称，一般中年人多这样说。
- 老人公：丈夫的父亲，多用于背称。
- 老挑：有连襟关系的双方互称，也就是北京话中的“担挑”。
- 老主儿：对老年男性的称呼，略含贬义，多用于背称，相当于北京话中的“老头儿”。
- 老子：①自称，一种比较粗俗的称呼:~们说了半天，你狗日的一点都没听进去啊;（注：在自贡话中，往往在后面加“们”，但并不表示复数，仅仅是习惯性的用法）②对父亲的姊妹的称呼:大~、么~。
- 雷公霍闪：电闪雷鸣。
- 礼信：①礼物:这是哪个送哪多~来哟?②客套:你们哥昼时~得很。
- 理骂：收拾整治(某人):等下儿我回来才来~你。
- 厉实：厉害:三儿接的那个婆娘嘛~得很。
- 沥米：一种煮饭方式的一个过程，即先将米煮至半熟，然后将米汤沥去。
- 沥米饭：一种煮饭方式煮出来的饭，即通过先煮再滤去米汤后蒸熟的米饭。
- 连二杆：胫骨，因连接大腿和脚而得名。
- 脸盘子：相貌:这个么妹~长得乖。
- 练：在地上来回走动踩踏:妈刚帚了地的，不要紧倒在这里~。
- 凉虾：夏季自贡常见的冷饮小吃之一，用面粉制成的小团加上冰水和红糖水一起食用，清凉解暑。
- 两家公：外祖父和外孙两个。
- 亮躁：宽敞明亮:屋头打扫一下看倒都~得多了。
- 灵房子：给去世的人烧的纸扎的房子。
- 凌（lin4）：液体凝固成固体的过程:猪油才熬出来是仲个子的，等下儿~起了就好放了。
- 凌冰儿：水上结的冰。
- 溜刷（liu4 shua4)：手脚麻利，动作灵活、敏捷:不怕说(别看)张五儿力气大，手脚舍是没得二娃~的哦。
- 流汤滴水：碗中汤水过满而滴沥的样子，引申指说话、办事等不利落:你看你~的，办得成啥子事嘛。
- 偻(lou2)：因疲倦而全身无力，不舒服:今天在外头跑了一天，人都跑~了。
- 漏瓢儿：漏勺，有许多小孔的金属勺子。
- 螺狮儿：蜗牛、田螺的混称。是自贡常见的夜宵食品之一。
- 螺狮拐：踩骨，因其形状有点像螺狮，故得名。
- 螺陀：陀螺。
- 络耳鬍：络腮胡。
- 落巴儿(名)：最后一名:啷多人跑，你咋子整个~回来哦。（注：這裡“落”字是陽去聲調，口語中變讀為陰平調。）
- 落教：①说话算话，做事踏实:做事要~哈。②通情达理、讲信用:不跟你紧倒说(总说)了，各人~就是了。
- 落岖：形容眼眶深陷，代指人因疲倦或生病气色不好:你昨晚上做啥子去了?眼睛都~了。
- 落气：停止呼吸，指死亡。~去了啊?半天都没看到人了。
- 走振：让步或通融的余地:他报的这个价就点~都没得了啊?
- 揍揍儿：瓶塞，塞子。
- 钻钻儿：背心。
- 嘴夻夻的（zui3 cha1 cha1 le1)：形容人嘴不严，肚子里存不住话:一天到黑~的，那里像个姑娘儿哦。
- 左：调换:来，跟我~百的零钱。
- 坐坐儿(肉)：猪臀部上的肉。
- 座家户：固定居住在一个地方的人户:都是~，你明天来收钱嘛就是了，未必还怕我们跑了吗?
- 做尖做势：①做作,裝模作樣:这个人有点~的!
- 做生(zu4 sen1)：请客庆祝生日。
- 痒：身体缺荤腥的感觉:你好久没吃肉了啊?~得仲慌?
- 挡：从一侧或一端推、抬物体:把桌子往这方~点。
- 撑（cen3）：①压、摁: 嫑~得我身上，我还不是累得很啊;②吃:多~点饭，才吃倒一碗得嘛。
- 撑（cen4）：站起来的动作:我看倒他一了几下都没~起来。
- 藏猫儿：捉迷藏(孩童游戏)。
- 操：①(衣着)时髦、光鲜:他，穿得好~哦;②(行为)不正派:张三儿这个人~得很，没得几个惹得起的。
- 草草儿：司草，官司草，这种草在自贡常见，小孩子常用来玩“打官司”的游戏，把这种草的头拴在一起，谁把对方的草头扯过来谁就算赢。
- 草鞋虫：虫名，外形如娱蛤，稍小，因其多足，形似草鞋而得名。
- 撑花儿：旧时对雨伞的称呼。“伞”在自贡方言中谐音“散”，犯了自贡民间忌讳，故改称“撑花儿’
- 瓷瓷呃呃：因没满足其需求而不高兴的样子:不要紧倒~地了，只有仲个样子哈。（已不常用）
- 存心：对得到的东西妥善保存、不轻易使用的品行:这个娃儿~才好，昨天的糖都还没吃完。
- 挡活：帮助、支持别人:这个事你~下就搞成了。（已不常用）
- 鲹鲹儿：鱼苗或非常小的鱼。
- 择床(ce4 chuang2)：在不熟悉的床上睡不着觉:我们老汉儿~，出门就睡不好。
- 择嘴(ce4 zui3)：挑食:这个娃儿~得很。(注：这里“择”是阳入声调，在自贡话中本来应该归入去声，但口语中常音变读作阴平。）
- 塞(se1)：裂开:~了一条缝。
- 骚子子儿：青春痘。
- 躁皮：①丢脸:这才为叫~哦;②使丢脸:你以为仲个子做就躁倒我的皮了哦?
- 煞角（sa4 go4)：①结束，完结(over):他一摆起龙门阵来，没得个把小时是煞不倒过的哟;②最后，末尾(the end):最~的菜肯定就是夹沙肉了嘛。
- 生：亲近，依恋:这个娃儿~他们妈得很。
- 死疙瘩：死结，打不开的结:杂子套起~了哦，解不开了嗒。
- 死鬼鬼儿：对不听话的小孩的骂语，相当于上海话中的“小鬼头”:这个~哟，又不晓得跑那里去耍儿去了。
- 死眉日眼（si3 mi2 ri4 yan3)：形容人精神状态、眼神等不好:你咋子回事哦，一天到黑~的。
- 松活：轻松、容易:这个活路倒是不~哦。
- 松皮子：体罚晚辈或下级的戏谑说法:不要嗅哈，不是看你们老汉儿回来跟你~哦。
- 算总账：将某人的过失积攒到一起来进行惩罚:你净跟老子惹祸嘛，等老子们过年回屋才跟你~哈!
- 梭边边：干活偷懒，不愿承担责任:他就是这个样子的，有事就~。
- 梭夜子：旧时对妓女的称呼。
- 索索儿（so4 soer4）：绳子的统称。
- 锁针儿：一种弯曲而有弹性的针，尖端可以打开和扣住，用来把布片、纸片等固定在衣物上。
- 夻（cha3）：(嘴巴)大，不牢靠:张五儿是个一嘴儿，啥子事情都到处说。
- 触(zhu4)：手脚等因猛触物体而损伤:我脚~着了，还要几天才好得倒
- 𡎺(zhu4):①鼻塞:我凉倒了鼻子还~起得;②引申指某人行为怪异，违反常规:我说你才是“鼻子头塞豌豆儿”——~的哦。
- 𡎺鼻子：行为怪异，违反常规的人:冬天家的，吃冰糕!你硬是个~哟。
- 渣翻翻：形容乱糟糟、凌乱不堪的样子:你看你那屋头哦，~的像个啥子嘛。
- 鲜草：①做鱼时所加的诸如酸菜、大葱一类的佐料;②指办事的时候所遇到的麻烦，也“莋草”（zha3 cao3）:我这出了点~，你看咋子整?
- 鲜眉鲜眼：眼睛因不舒服睁不开的感觉:早上起来就~的。
- 榨秤(zha4 chen4)：物体密度大:不要看到没得好大陀，~得很。
- 张视：搭理，理会:我喊了他半天，他张都不~我。
- 涨水蛾儿：一种飞蛾，因一般出现在涨洪水的时候而得名。
- 掌着（zhang3 dou3）：①用手支持着使物不倒:快来把洋马儿~，不是要倒了;②用手扶着使人或物不倒:把家公~，老年人看拽哈。
- 蜇蛛儿：蜘蛛。
- 正南齐北：正儿八经:呢，不开玩笑哈，~地跟你说点事。
- 指甲壳儿：指甲。
- 指指戳戳（zhi3 zhi3 do4 do4)：人说话时用手指头指点听话的人:好生说话哈，~的咋子!
- 诌（zhou4）:脾气:嫑紧倒劝他，他这个人，~得很，听不进去的。
- 帚： 用拖布拖:把地~下嘛，看倒好烦哦。
- 昼时：经常:他~都在吃药，毛病深沉得很哦。
- 猪儿虫：菜青虫，诨名又叫“八个奶”。
- 抓不倒缰：束手无策，找不到解决的办法:他这个人，只要一出大事，就~了。
- 耐烦心：耐性:几下说哈，我没得那个~在这矸前听你说得。
- 脑眉心：前额。
- 闹热：热闹:你们屋头过的~年哦?
- 弄倯：戏弄:你是不是挑身~我的哟。
- 躧（li1）：用脚在地上擦:把口水一干净。
- 喒啦花儿（za3 la huaer1)：语气词，表示对事件未曾预料到:~，去医院看下病就遭了一百块钱。
- 咋种（za3 zhong3）：语气词，语义与“杂啦花儿”同。一般用于郊区和农村。
- 砸（zang2）：扔，甩:我们来比下看哪个~得更远。
- 在生：在世的时候:你们爷爷~受了好多罪哦。
- 在随：任随，与“由在”义同。
- 脏班子：丢面子，丢人现眼:做些啥子事哦，硬是~得很。
- 灶门前（zao4 men2 qian0）：厨房。
- 唣：多指小孩调皮:我那个娃儿~得很，不好管。
- 崭齐：整齐，也说“崭崭齐齐”:你看人家的书，摆得~的，那个像你的那么乱哦。
- 攒劲：使劲，用功:人家的娃儿读书都~得很，只有你一天耍儿到黑。
- 争点儿：差一点，表示某种事情接近现实:我~就当厨师去了。
- 争嘴：极力想得到更多的东西:喊你~，这下吃不完鼻子眼睛都跟你塞起。
- 争嘴货：那些任何时候都想多得多占的人。
- 挣(zen4)：①使劲，过于集中精力做某事:读书还是要注意身体，~出病来恼火哦。②大喊大叫，大哭大吵。
- 睁眉鼓眼儿：睁着眼睛:你看那个娃儿在床上~的样子，好乖哦。(注：自贡地处中国南方，一般认为眼睛大的小孩可爱。)
- 诹（zou1） ：形容人故作姿态的样子:他要是跟你~起的话，你就说是我的朋友就是了。
- 走草：①雌性家畜发情:母狗~;②责骂某人，带有较强的侮辱性,已不常用。
- 拽（zhuai1）：摔倒:慢障点，看~着哈。
- 拽磕睡：打吨儿:不要紧倒~呀! 又叫“啄瞌睡”（zhua4 ko3 shui4）
- 转房：哥哥去世后，嫂子嫁给弟弟。
- 啄（zhua4）：①踢:看老子~你两脚尖哈；~足球;②低垂:
- 啄磕睡：打磕睡。
- 啄：物体突起而略为下垂的部分:打起精神来。你~起个脑壳在那里咋子?  后脑壳啄啄。
- 叉巴：(女性言语)不庄重:那个姑娘儿伙像你那么~嘛，不住嘴地说。
- 叉叉裤（cha3 cha3 ku4）：同“开档裤”。
- 插列：北京话所说的“加塞儿”，为了取巧而不守秩序，插进排好的队列里(cut in line):后头去排，不准~!又叫“插队”。
- 碴（cha1）：踩:你把别个的脚~倒去了!
- 谄尖夺势(chan3 jian1 do4 shi4)：①逞能:别个会做，要你~的。②挑撥離間。
- 长麻吊线：长时间地(做某事):收得了，嫑~地哭不完。
- 车：①把（物体）旋转一下②（人）转头，侧面，掉头:你先~过去一下，我换件衣服。
- 扯把子：岔开话题，说笑话:少在这儿~哈，我几下说呀还有事。
- 扯拐：出问题:电视机一呀，你来帮我看下!
- 扯谎揦白（che3 huang3 lia4 be4）：撒谎:小娃儿家家的，就学着~的了，二天还了得!
- 扯筋：发生矛盾:先说清楚，免得二天来~。
- 扯咯登儿（che3 ge1 der1）：痉挛，急促吸气后声门突然关闭，发出声音:喊你不要吃嘟快，看这下~扯得好恼火嘛。
- 扯噗酣：同“打噗酣”。
- 称抖(chen1 tou0)：①漂亮、好看:这个男娃儿才长得一哦;②清楚、明白:不要慌，把话扯一;③平整:衣服嘛扯一嘛，看你一身都是皱的。
- 闯倒：偶尔:他回来的时候不一定，~一个星期回来三回，一个月都不回来。
- 吃勉强药：勉强，违心地做某事:各人想好哦，这些事情吃不得勉强药的哈!
- 吃晌午（chi4 shao3 wu3）：吃中午饭。
- 吃烟：抽烟。
- 冲(chong4)：气味浓烈刺鼻:海椒炕起~人得很，快走远点。
- 冲菜：腌制的青菜苔，因食用时有一股刺鼻的味道而得名。
- 冲壳子：聊天，闲谈:不要紧倒在这~了，该做事了。
- 冲天冲地：形容心中有气，在拿、放东西时用力很重的情形:你心头有想法就明侃，少在这儿~的!
- 抽抽儿：抽屉。
- 出老：显老：我看倒就是~，别个都说我有三十了，实际我才二十五。
- 杵头杵脑：因做事、说话太直接、莽撞而得罪或伤害别人:做事灵活点儿，不要在哪里都~的。
- 踹：凶悍、蛮横不讲道理:张五儿的婆娘~得很，你硬要去惹她。
- 穿筋筋，挂络结：形容人衣衫槛褛的样子。
- 床巴罩儿：用竹块编制的长方形网状物，多用于铺床。已不常用.
- 吹吹儿：口哨。
- 锤锤儿：锤子。
- 呻唤(chen1 huan4)：因病痛而呻吟:一听倒她~，我心头就恼火得很。
- 重三巴四：罗嗦重复:啥子好话都经不起~的说。
- 浊（chuo4）：行为不好，给人印象差:他做事~得很。
- 浊浊：形容词后缀，形容不好的状态:傻~、憨~、神~、昏~
- 热天：夏天。
- 日不弄耸：①太阳将出未出的样子:~，猫儿钻灶孔 （形容冬天天气不好的一种说法。）②人做事行为龌龊，达不到预期的效果:他做事~的，啥子事情都要跟你搞砸。
- 贱皮子：①不自重或不知好歹的人:你硬是~，三天不打倒就皮子嗅痒了;②有福不会享而甘愿受苦的人:我跟你们妈都是~，用不来你的这起高级货。
- 讲经：讲究:嫑去动他的东西，你们哥~得很，隔下儿看叨你。
- 讲经讲怪：过分讲究:她，你才是~的哦，啷安逸的衣服还要调。
- 焦：用在某些动词后做补语，表示“遍”、“完”:妈妈，我把公园的耍法儿都耍儿~了。
- 焦眉辣眼：愁眉不展或很焦急的样子:不要做起~的样子，想开些。
- 脚板弯儿：自己熟悉的地域或环境:在~头未必还要遭你马倒哦?
- 脚脚儿：剩余物。
- 脚篮：婚礼中用来挑送嫁妆的打扮漂亮的竹篮。
- 脚耙手软：手脚软而无力:跑了一天，累得来~的了。
- 脚子：①剩物，一般是指别人挑选过而剩下的东西:来晏了嘛就只有捡点~了;②没有完成的工作，常含贬义:咋个每回都要我来跟你捡~哦，各人做好不得行啊?
- 接瓜瓢：爱接嘴的人:你咋个是个~哦，我说上句你就接下句。
- 接势（jia4 shi4）：不停，不间断地:反正是他~在说，我~在吃哈。也可以说“很接势”（he3 jia4-3 shi4-2）
- 筋蹦蹦：身体健康，精力旺盛:你们爷爷那下儿身体才好，七十几了还~的，到处去转耍。
- 经事：结实，耐用:这张桌儿才~哦，用了十几年点都没烂。
- 经佑：照顾，照料:最近我在医院~病人，累安逸了。
- 惊抓抓：形容人声音大，神情慌张:你~地在那喊啥子，别个还在睡磕睡。
- 揪揪儿：一束头发(多指较短的):么妹扎两个~看起还多乖的。
- 菌子：香菇、蘑菇等覃类的统称。
- 饮：①(用锄头)松土或将土块敲碎:走，去把红菩土~下;②(用锄头)弄碎在农作物上的土块，清理农作物:~红苔、~花生。
- 焌：炒菜时在热锅中放入少量水使锅内受热均匀，防止菜糊:快~点水下去，要生锅(菜糊了粘在锅里)了。
- 气鼓气胀：心里不高兴、怒气未消的样子:不要紧倒~的了，过了的事就算了。
- 气气：气味(通常指不好闻的气味，略带贬义):屋头有股啥子~，你闻倒没得?
- 汽划子：汽船。已不常用。
- 掐掐汤圆儿：用糯米粉制成的没有馅儿的小元宵，因其制作时往往用手在糯米团上掐下小团放入水中煮制而得名。
- 前夹子：猪前腿与身体连接处的肉。
- 欠：思念，想念:你去看下你们娘娘(奶奶,祖母)，她~你得很。
- 芡粉：豆粉。
- 戕（qi3）：打磨刀具，去除上面的锈斑，使其更为锋利:磨剪刀，~菜刀。过去自贡大街小巷经常能听到沿街叫“磨剪刀，戕菜刀”的工人的声音。
- 悄悄咪咪：悄悄地:你~地进来，不要遭别的人看倒哈。
- 清丝严缝（qing1 si1 ngan2 fong4）：严实不透气。
- 清汤寡水：(饭菜)质量差，没油水:这两天清汤寡水的，人都整痒了。
- 清早八晨（qing1 zao3 ba4 shen2）：大清早。
- 秋脑壳：立秋之后的大晴天，民间认为立秋之后一般有二十四天最热的日子，故俗称为“二十四个秋脑壳”。或者叫“秋老虎”。
- 焰：用烟熏:~腊肉。
- 曲曲拱拱（qu1 qu1 gong3 gong3）：几个人聚在一起小声说话:你们几个不要紧倒在底下~的，这是在开会哈。
- 取总：从来:我~没说过这起话哈，你嫑听他乱说。（市区已不常用）
- 𪐀(nia1)：多指小孩撒娇:这个娃儿~得很。
- 日脓包：行为龌龊、行事猥琐的人。
- 软膁子：猪肚子上的肉。
- 沙板：泥水匠用具，木制，多用于在泥水石灰刚铺上时抹平墙面或地面，使其平整。
- 沙胡豆儿：沙炒制的蚕豆，又香又脆。
- 山猴叁儿：膛螂。
- 上服：叮嘱，打招呼:你还是去~下他哟，咋子能仲个子做事呐。
- 上红：将原料投入各种有色调味汁中加热使其带上红色，或将原料表面涂上有色调味品。
- 上怀：孕妇怀孕后肚子长大，大出来的部分主要在肚脐上部。
- 烧胎：民间巫术之一。将“喊魂蛋”放在柴火中或巫婆的神坛纸钱盆里烧，并拿给一些给据说丢失了魂魄的病人吃，有人认为这样做有助于病人痊愈。同时，巫婆可据蛋烧出的形状，指出丢魂的人的病因，以进一步诈骗。
- 哨叨（shao2 dao1)：说话哆嗦，一件事反复地说:你咋个现在啷~哦?
- 深沉： 难:这回的题好~哦，几道我都做不来。
- 审着（shen3 dou3）：克制性地做某事:脚才好哈，你~地走下，使不得大劲哦!
- 失枕：落枕而颈项疼痛:昨晚上睡磕睡睡~了，今天起来痛安逸了。
- 屎肚圈儿'：指称那些小腹胀大的人，略带贬义:哎呀，么妹是个~。
- 屎搞头儿：做事不专一，什么事都干不好的人。
- 收脚板儿：旧时自贡人认为，人死后其灵魂要到他生前所到之处收回脚印:少出去野跑，不是看二天~都搞不赢。
- 手板心煎鱼：形容做不可能做的事:你考了双百分儿(即两门课程都是满分)老子们~跟你吃!
- 手倒拐儿：上臂和前臂相接处向外面突起的部分。
- 刷把：用竹签捆在一起制成的，用于刷洗锅、碗等厨具的工具。
- 唐底：鞋垫。老派湖广话中常见的一种说法。
- 耍法儿：玩具。
- 水雪：含水分重的雪，一般刚~落地就会融化。
- 说媳妇：给男子提亲:嫂子，麻烦你跟我那个娃儿说个媳妇嘛。
- 㰵(ju4)：吮吸:冰糕吃完了就把棒棒儿丢了，不要紧倒拿倒~了!
- 鸡婆鞋：一种低腰棉鞋，鞋口较浅，成小八字形。
- 鸡爪疯：手指、脚趾痉挛的一种病症。因病发时手指、脚趾张开抖动，形如鸡爪而得名。
- 急跳：活泼，爱动:你硬是一天到黑~得很，不累啊?
- 几下（ji3 ha1）：赶紧、快(表示催促):~，车子还在等着的。
- 夹：吝音:有东西拿来大家吃，哪个说的那么~哦。
- 夹缝肉：猪前腿与身体连接处的肉。
- 夹夹客：吝音鬼:二娃是个~。
- 夹磨：强制性训练:你这起娃儿就是没受过~，啥子都做不来。
- 夹沙肉：川菜中的一种蒸肉。一般将五花肉煮到半熟，切成薄片，两片肉的肉皮部分不切断，中间夹上甜豆沙之类，在碗底上加糯米蒸熟后食用。
- 夹舌儿：说话咬舌的人。就是老北京话中的“咬舌子儿”和普通话中的“口吃”。
- 家门儿：同姓同宗的人。
- 架架儿：夏天穿的单背心:不准寡穿个~就进教室哈!
- 假巴意思：假腥腥:我晓得你有，不要和我两个~的。
- 假鱼海椒：把海椒剁碎后用油清炒来佐饭的素菜，形似做鱼的佐料而得名。自贡人爱吃鱼，"大跃进"和文革时期，因为吃不起鱼，便用辣椒做成鱼的味道。
- 嫁二嫁：妇女离婚后，或丈夫死后再跟别人结婚。
- 拣房子：修葺屋瓦:张家的鸽子把瓦都拇稀了，你去喊么爸来帮我们把房子拣下。
- 星宿儿屙屎：出现流星现象。
- 醒事：懂事:我~得早，大人的事情好多我都晓得。
- 朽：①物品质量差，容易坏:不要买这起板凳儿，~得很;②形容人体质不佳，易生病:你咋子啷~呐，榜不倒就不好。有时也说成“朽儿把”。
- 旋儿(xuer4)：人头顶上头发形成的旋涡，传说旋儿圆、整齐或有两个旋儿的人就会很聪明。
- 雪弹子（雪蛋子）：冰雹。
- 汛：呕吐。
- 嘎嘎：肉，也说成“嘎嘎儿”、“嘎嘎”，多为儿语。
- 该得：注定那样，命该如此:~要着的，跑都跑不脱。
- 缸钵：用于盛水的瓦缸。
- 杠子：用来挑抬东西的长圆木。
- 搞得赢：来得及：还有十几分钟，~，你慢慢儿把饭吃了再走。其否定式为“搞不赢”。
- 搞惯了：习惯了:这个娃儿认生，隔下儿一就对了。
- 搞刨了：①忙个不停:她一天到黑都~，歇都没歇一下;②手忙脚乱的样子:今天有客来，他硬是~。
- 搞肇：把事情搞砸:这下把事情~了你就安逸了。
- 告：试:你~下就晓得有好累了。
- 叫化儿（gao4 hua4 er2)：乞丐。
- 疙笆儿：竹子或树木枝千上的节:砍竹子遇~。
- 疙莞：植物(主要指大型树木等)的根部:树子~。
- 哥老倌：哥哥。老川话中的常用词。
- 革：食物停滞在胃里不消化:牛肉不好消化，少吃点，看吃多了整~。
- 隔邻势壁：住在两隔壁的人:哎呀，~的，嫑说这些。
- 勾芡：在菜炒熟后用芡粉收汤。
- 狗刨三儿：一种游泳姿势，因与狗游水的样子相似而得名。
- 估着：逼迫，强迫:是他~要我来的，我才不想来哟。
- 瓜瓢：水瓢的统称，大约源于从前的水瓢都用当地产的一种瓢瓜做成。
- 剐人：一些菜吃了后迅速消解人体内的油水，使人受不了:粉条儿少吃点儿，~得很。
- 寡：蛋类变质:鸡蛋搁不得(不能久放)，稍微久点就~了。
- 寡蛋：已经变质的蛋。
- 寡毒：狠毒，多指言语或行为过了头:张么妹儿做事才~哦，把妈撵出来不准回屋。
- 灌：伤口感染化脓:你这个疤疤热天家要注意倒，看~哈。
- 光脚板儿：赤脚。
- 光生：表面光滑，干净无瑕疵:这起地砖儿才~哟。
- 洗：滑:才下了雨，路高几~得很，走路慢障点哈。
- 归一：副词，接在动词后表示动作行为完结，事情办妥:你整归一了没有? 快走了，这个事情都说~了，就不要再紧倒扯了。
- 鬼东哥儿：猫头鹰。
- 鬼眨眼儿：①习惯性地不停地眨眼睛的行为:你咋整成了~了哦②习惯性地不停地眨眼的人:他咋子是个~呐，你介绍的时候没跟我说过哦。
- 滚澡儿：洗澡。
- 果子泡儿：①遭热油等烫伤的大的水泡:注意倒哈，这个烫倒就要起~的哦。②形容因做错某事而承担严重的后果:这些事情做不得，遭倒就是一身~。
- 过坳：过硬、熟练:手艺还没~哈。
- 过更轮子：午夜的那几个小时:~上要吃点东西才熬得住。
- 过筋过脉：要害、关键:~的地方还是要请师傅来才得行。
- 过余：过分:做啥子事都不要太~了。
- 篙帘子：用谷草编制的类似床垫的东西，用来铺在床上。
- 𪐀猫儿：爱撒娇的人(多用于指称小孩儿):妹妹是个小~，羞她。
- 𪐀猫𪐀气：形容撒娇时发唠的声音:她以为做起那个~的样子.别个就多喜欢她样。
- 泥掌：泥水匠用来抹墙或水泥地用铁制或木制的工具，下部为铁片或木板，上有柄。
- 拈(nian1)：用筷子挟:~菜来吃，嫑消客气得哈。
- 年年无数：每年，多指时间很长:~都在学，咋子还是没学懂哦。
- 撵路：大人出门，小孩要跟着去:哪大了，不准~哈。
- 撵路狗儿：爱跟大人一块儿出门的小孩。
- 娘娘：祖母:去，今朝晚上挨着~睡。
- 娘屋：娘家。
- 粘粘嗒嗒：人因年老而言语不清:张老者儿~的，紧跟我两个说。
- 鞾（xue1）：(衣服)不扣纽扣，敞开:不要紧倒把衣服~起，看整凉哈。
- 洗澡儿：游泳。
- 狭肢孔：腋窝。
- 下怀：孕妇怀孕后肚子长大，主要体现在肚脐下部。
- 涎皮：调皮，也说“涎’、“涎皮纳尔”:说别个，你搞忘了你狗日的小那会儿~的时候哦。
- 香香：零食。
- 萫料：用于和食或蘸食的有辛麻味的调料。
- 小家巴实：吝音:不要小家巴实的，有东西拿出来大家吃嘛。
- 小缩：小气，吝音:他啷~的人哪里舍得请你吃凉粉儿哦。
- 笑尘儿：值得幸灾乐祸的东西:这下你看别个的~嘛，看二天别个颠转过来看你的~哈。
- 歇：住宿:走得那里黑，就得那里~(巴蜀民谚)。
- 轧（nga1）：①挤压:快把脚伸进来，看遭~倒。②被车撞上
- 挨边：接近，将近:你也是~五十的人呀，跟个娃儿冒啥子火嘛，算了。
- 安逸：①舒服:如何?该是到单位上洗淋浴~哈;②好:这个馆子该是~嘛，菜又巴适价钱又不贵。
- 熬更守夜：整夜或深夜不睡觉做事情:有儿不做烧盐匠，~命不长。(自贡民谚)
- 硬肢戳杆(ngen4 chi1 duo4 gan3)：形容人头脑或动作不灵活，死板:看你~的样子，做得成啥子事哦。
- 哈（ha1）：用手、爪或工具扒、掏等:要吃那个就拈哈，不要紧倒~。
- 害幺幺：怀孕:你是不是~了哦，咋子嘟爱吃酸的呐?
- 幺儿：小儿子
- '喊魂：招魂。人打不起精神是因为魂魄散失了，故要治好只有将散失的魂魄招回来。
- 喊冤：责备某人不停地叫喊:你在~啊，紧倒不住停地吼。
- 薅子儿：儿童游戏，一般把干的蚕豆壳用线穿成数串，放一些在地上，拿一串或几串在手上，抛起手中的一串或几串，然后迅速抓起地上剩余的那些蚕豆壳串。
- 好吃狗儿：爱吃零食的小孩。
- 好得：多亏:这回嘛~你们三爸，不是哪个把你们老汉儿背得起回来哦。
- 喝包雀儿：①用来包裹小儿的布帘，多用碎布片制成;②对小孩儿的昵称。
- 喝风：食物因进了空气而变质:抓了泡菜要把坛子跟我盖好哈，泡菜喝了风就不好吃了。
- 喝嗨(ho1 hai2)：呵欠。
- 和：用调料拌菜:把面~转嘛，不是看咸二
- 圿泥(ge4 ni4)：体垢。
- 角逆（go4 nie4）：发生矛盾，与人争吵甚至动手:又在外头~了啊?
- 窖水(gao4 shui3)：豆浆或豆花煮开加入石膏凝结成半固体后锅内余下的水，略带苦味:多喝~，清热的。
- 咯登儿：因隔肌痉挛，急促吸气后，声门突然关闭时发出的声音。
- 焢（kong3）：①一种烹调方法，将半熟的米或生的红薯等粮食放入锅内，加少量水，紧盖锅盖，用小火炯，直到烂熟;②湿度大、气温高、不透气:今年子热天好恼火哦，~起热。
- 开焦焦：水开时在锅中沸腾翻涌的样子:锅以头都~的了，快把面下下去嘛。
- 凯爽（kai3 sang3)：(身体)舒适、健康:这几天很不~，去捡副中药来调理下。
- 磕膝头儿(ke4 xi1 ter2)：膝盖。
- 磕坠儿(ko1 zhuer4)：将食指弯起来，用第二个骨节敲打某人头部，以示惩罚:不好生说话看着~哈。
- 壳子：用纸压制的布鞋的底子:三嬢，又在打~啊。
- 咳咳㱂㱂：形容人(经常性的)感冒咳嗽的样子:今年子爷爷一直不好，天天都~的。（已不常用）
- 口水：①痰:不准到处吐~;②唾液:看得我~都留出来了。
- 哭兮狗儿：爱哭的小孩。
- 哭兮流呆：泪流满面的样子。
- 苦毛子：脸、手、脚等处的汗毛:这个娃儿啷大点儿好深的~。在自贡方言中，“深”有时可表示“长”的意思，类似的词语还有“头发深”、“指甲儿深”。
- 匡（kuang3）：套衣服在身上:~件衣服再出去，外头冷得很。
- 敲棒棒儿：利用别人的弱点或藉某种口实抬高价格或索取财物:啥子肉哦，七块钱斤，你肯定遭~了。
- 敲石头儿：鹅卵石。
- 回水沱：因水回旋而形成的水潭:张家沱是个~, 不准下去洗澡。
- 回子：后缀，表示“回”、“次”的意思:头~、二~、这~、那~。
- 悔：答应、承诺:你~了娃儿说考了双百分就买溜冰鞋的，还是要跟他兑现哈。
- 豁：①骗:真的，这回不得一你;②哄:这个耍法儿是买来一娃儿的。
- 豁皮：①甘蔗、树干等劈下的紧靠表皮的部分。也可指木材的边角余料;②不给钱的吃食:又来吃~了吗?
- 活二流：流氓:你看你~的样子哦，哪个看得起你哟。
- 活疙瘩：活结，容易解开的结:打~哈，等下儿要解开的哈。
- 活路：工作:你们娃儿在哪里做~呢?
- 活摇活甩：不牢固:慢站点儿，这根板凳~的。
- 火炮儿：鞭炮。
- 霍闪：闪电。
- 傻式(ha3 shi4)：傻:才~哦，哪个哪个子说话嘛。
- 下数(ha1 su4)：(心中有)底、数:你咋子心头点~都没得哦?
- 下把下(ha1 ba3 ha1)：一时半会儿:你这个事情~是整不归一的。
- 屙痢：拉肚子;在骂人语中也指吃饭:二娃，回来~了哟！
- 屙屎狗儿：爱随地大便的小孩。
- 饿痊饿虾：形容很饿或很贪嘴的样子:不要做起一副~的样子，慢漫吃嘛。
- 二不挂五：形容事情等进行了一半尚未完成:你把这里整得~就跑了，剩倒的哪个来帮你做呢? 又说“二不咔擦”。
- 二黄纸：用由黄蔑析出的较有韧性的竹蔑制成的质量较次的纸。
- 二天：以后:~来耍儿哈。
- 䋂裤儿(yao2 ku4 er2)：内裤。
- 哦嗬：叹词，表示惋惜:~，这下打倒了就安逸了。
- 和转：搅拌均匀:把凉拌鸡~嘛，不是没得盐味得哒。
- 河沙：沙子。
- 黑默黯：很黑的样子(带贬义):一个暑假脸上就遭晒得~的了。
- 嘿起：使劲，一个劲:~吃，吃完了二顿又现弄。
- 横撇撇：蛮横不讲理:你硬要~地不依教的话，二天出了事我是不得照闲的哦。
- 横牛：对撒娇的小孩的爱称:你这个~哦，看啥子时候才长得醒。
- 横顺（hun2 shun4)：反正，不管怎样:~都是你有理，别个都不对。
- 横正：老是、总是:跟你说呀半天，你咋子~要仲个子想呐。
- 红苕：红薯。
- 吼幺火：帮别人欢呼:打了半天球，连个~的都没得。
- 后夹子：猪后腿与身体连接处的肉。
- 花姑娘儿：瓢虫。
- 花猫儿：比喻脸很脏的人，多用来比喻小孩:喊你不要嘎，这下整成~了哈。
- 花猫儿旗鼓：形容某物或某人被弄得很脏的样子:快去洗脸，~的像啥子样子。
- 花生衣子：包在花生米表面的薄皮。
- 黄瓜才起蒂蒂儿：比喻事情才刚开始或形容人还不成熟，相当于北京人说的“八字还没一撇儿”:你呀，还早得很，~，好生跟着老师学。
- 灰毛儿：豆花、豆腐的俗称。
- 回：物品回潮变质:花生~了，点都不好吃。
- 回潮：生疏、低劣:好久没打草鞋了，手艺都~了。
- 回车马：据传说新娘出嫁时，阴间的祖先也要来送亲，所以在新娘花轿到达新郎家时要举行“~”的仪式，将新娘祖先乘坐的车马送回阴间，并以此表示驱邪迎祥之意。
- 回门：婚礼后一天或三天新婚夫妇从夫家回女方家里。
- 回煞：人死后七天之内，阴间的鬼神要带领死者的魂魄回到原住宅辞家,叫“~”。
- 沤豆豉：原意指将黄豆煮熟后闷起来发酵，制作豆豉。这里借用来责骂某人穿得太厚，会出汗发热:快脱件衣服，穿啷多，~啊。(已不常用)
- 娃儿书：连环画。
- 歪：凶、恶:办公室的小吴才~哦，哪个她都敢叨。
- 外号儿：绰号。
- 弯酸：挖苦、刁难:他啥子事得罪了你嘛，你要仲个子~别个?
- 豌豆颠：豌豆苗的嫩尖，可食用。
- 枉自：白白地，枉费:~你妈生一场哦，病嘟凶你看都不去看一下。
- 围鼓：川剧的一个小类，民间的业余或专业川剧演员平时的一种娱乐形式:那边在打~了，走，去耍儿哈儿。
- 卫向：偏袒:你看你们娃儿好~你，接势跟你拈菜。
- 窝子：钓鱼者在水里撒下鱼饵便于下钓的地方:不准在这钓哈，这是我喂的~。
- 雾罩：雾。
- 鸭儿：①鸭子;②对男性生殖器的称呼。
- 牙尖舌怪：形容人嘴快且不会说话:张五儿那个婆娘才是~的，啥子都到处说。
- 烟锅巴：烟头。
- 盐味：菜肴中的香味，尤其指咸味:~整重点，吃起来才安逸。
- 檐老鼠儿：蝙蝠，因其外形与老鼠相似，又喜欢居住在屋檐下而得名。
- 眼睛水：眼泪:一看倒他我就~长流。也说“眼流水”。
- 洋马儿：自行车。
- 痒苏苏：细小物体在身上爬的感觉:啥子东西在我背上爬哦，~的，好不安逸哦。
- 吐鸭子：成为最后一名:杂子搞的呀?又~了。（已不常用）
- 妖艳儿活闪：调皮、捣蛋:你紧倒妖艳儿活闪的嘛，看背时哈。又叫“妖艳儿戏法”。
- 夜深：夜的长度:冬晨(冬天)家~长得很。
- 一把把儿：形容人长得瘦弱:这个人长得~的。
- 一把拉（yi4 pa1 la1)：①一大堆:吃了~的碗在灶头上搁起;②一起:~地挤到车子上，身都调不过。
- 一天到黑：从早到晚:不晓得他在做啥子，~忙得很。
- 倚老放踹：倚老卖老不讲道理:他就是那个样子，~。
- 饮(yin4)：用水或肥料浇灌植物:你们耍儿下儿哈，我去土头把菜~了回来。
- 雍：用泥土掩埋:撮点土来把渣渣~了。
- 由在：任随，随便:~他咋子说，你不还嘴就是了。
- 油干灯草尽：责骂家人家中没有日常用品:杂子了哦，拿点出来嘛，硬是整得~的了哦。
- 油光水滑：形容物体表面光滑、平整，或者人或动物水色很好:这头牛长得好，你看毛哦，~的。
- 遇缘：正好，碰巧了:就怕~舍就跑不脱哟。
- 愿烦：耐烦、有耐心:只有你们妈才那么~，换倒别个早跟你打起来了。
- 匀匀尽尽(yun2 yun0 jin4 jin4)：不急不慢:活路~地做，还多得很。
- 蛪额儿（ni1 nger1)：蝉。
- 虼蟆儿（ke2 mer1)：青蛙。
- 蛇拐：黄色的一种青蛙。
- 瘸鳝儿：蚯蚓。
- 鱼鳅儿：泥鳅。
- 酽(nian4):（液体）稠密。例句：这个牛奶好酽喏，肯定没掺水。
- 𢱟挞儿：打耳光。又叫"𢱟耳矢"。
- 行适(hang2 shi4)：能干。例句：你看他那个样子哦，行适昏了硬是一天到黑。
- 侧边(ze4 bian1)：旁边。